# 예플레 IF
예플레 IF(Gefle IF)는 1882년 12월 5일에 창단된 스웨덴 예블레의 축구 클럽으로, 현재 알스벤스칸에서 활동하고 있다.

## 성적
- 스웨덴 컵
  - 준우승 1회 (2006)
- 스웨덴 폿볼포칼렌
  - 우승 3회 (1899, 1900, 1902)

## 선수 명단

### 현역
참고: FIFA 자격 규정에 따라 소속된 국가대표팀 국기를 표시합니다. 선수는 복수의 FIFA 비회원국 국적을 가지고 있을 수 있습니다.
| 번호 | 포지션 | 국적     | 이름                     |
| ---- | ------ | -------- | ------------------------ |
| 6    | MF     | 아일랜드 | 루카스 브라우닝 라거펠트 |
| 11   | FW     |          | 레오 잉글룬드            |

| 번호 | 포지션 | 국적   | 이름              |
| ---- | ------ | ------ | ----------------- |
| 24   | DF     | 르완다 | 요크 라파엘       |
| 29   | DF     |        | 마르틴 라우센버그 |
| 44   | MF     |        | 아이우 라네라     |

## 역대 감독
| 감독        | 임기 |
| ----------- | ---- |
| 요한 미엘뷔 | 2018 |